# Хан Йесыль
Хан Йесыль — южнокорейская актриса и модель. Имя при рождении — Лесли Ким.

## Биография
Родилась и выросла в Лос-Анджелесе, штат Калифорния, затем переехала в Южную Корею, чтобы продолжить актёрскую и модельную карьеру. В Америке окончила колледж Cerritos, где изучала компьютерную графику. В 2004 году отказалась от американского гражданства, чтобы позиционировать себя на корейском рынке в качестве корейской актрисы.
В 2001 году Хан дебютировала в качестве модели, где взяла первое место. Помимо модельной карьеры Хан Йесыль является певицей, актрисой фильмов и телесериалов. Она снялась во множестве рекламных роликов в Корее, начиная от оздоровительных напитков, косметических средств, до рекламы одежды от Venus, рекламных роликов для телефонов Samsung и Motorola.
В начале своей карьеры была известна как модель, позже актёрская карьера стала её основной работой. Хан привлекла к себе внимание после таких дорам как «Без остановки 4» и Breathless. Затем получила роли второстепенных персонажей в «Запретная любовь» и That Summer Typhoon. Её первая главная роль была в «Безумная парочка», где Хан сыграла героиню по имени Анна Чжо. Один из важных качеств актрисы — это умение говорить на английском языке, почти без акцента.
В 2011 году Хан Йесыль была утверждена на главную роль в сериале «Шпионка Мён Воль», где сыграла спецагента из Северной Кореи. 14 августа из-за разногласий с режиссёром, Хан покинула съёмочную площадку и улетела в Лос-Анджелес. В связи с плотным графиком съемок, напряженность возрастала, что привело к новым конфликтам. В конце концов, Хан Йесыль попросила заменить режиссёра. Представители KBS сказали, что добавят дополнительного режиссёра, но не изменят предыдущего. Съёмки были приостановлены, а представители канала KBS заявили, что подадут на актрису в суд, если потребуется. Однако 17 августа представители актрисы сообщили, что она возвращается в Корею, чтобы закончить работу над сериалом. Поскольку проблема оказалась намного больше, чем она предполагала, Хан Йесыль поспешила вернуться в страну, чтобы исправить ситуацию. Представитель продолжил: «Хан Йесыль очень перегружена, поэтому она даже понятия не имела, что это выльется в такую большую проблему в Корее».
Агентство актрисы, Sidus HQ также официально заявило: «Из-за слишком плотного графика съемок, Хан Йесыль истощена как морально, так и физически. Находясь в таких обстоятельствах, она потеряла способность рассуждать здраво, что причинило вред многим людям. Она вернется в Корею и снова приступит к съемках настолько скоро, насколько это будет возможно. Актриса постарается выложиться по полной до самого завершения съемок».
После всех этих событий, драма «Шпионка Мёнволь» наконец будет доснята, поскольку Хан Йесыль возвращается в Корею, чтобы завершить съемки в качестве ведущей актрисы. С ноября 2014 года снимается в сериале «Рождение красавицы».
23 ноября 2013 года стало известно, что Хан Йесыль и продюсер YG Entertainment Тедди Пак встречаются на протяжении шести месяцев. 24 октября 2016 года было объявлено, что пара рассталась из-за плотного графика.

## Фильмография
| Год  |     | Русское название            | Оригинальное название      | Роль                 |
| ---- | --- | --------------------------- | -------------------------- | -------------------- |
| 2003 | ф   | Без остановки               | Nonstop 4                  |                      |
| 2003 | ф   |                             | Breathless                 |                      |
| 2004 | мтф | Запретная любовь            | Forbidden Love             | Chae                 |
| 2005 | ф   |                             | The Typhoon In That Summer |                      |
| 2006 | мтф | Безумная парочка            | 환상의 커플                | Анна Чо / 안나 조    |
| 2007 | ф   | Охотница на мужа            | Yonguijudo Miss Shin       | Sin Min-su           |
| 2008 | мтф | Война цветов                | Tazza                      | Нан Сук              |
| 2009 | мтф | Будет ли снег на Рождество? | Will it Snow at Christmas? | Хан Чживан           |
| 2009 | мф  | Монстры против пришельцев   | Monsters vs Aliens         | Сюзан Мёрфи          |
| 2011 | мтф | Шпионка Мён Воль            | Myung Wol the Spy          | Мён Воль / Myung Wol |
| 2011 | ф   | Жадины                      | Ti-kkeul-mo-a Ro-maen-seu  | Hong-Sil             |

## Награды и премии
- SBS Drama Awards, 2008 год
  - Победитель: главная женская роль («Война цветов»)
- 29-й Blue Dragon Film Awards, 2008 год
  - Победитель: лучшая новая актриса («Охотница на мужа»)
- 45-й Grand Bell Awards, 2008 год
  - Победитель: лучшая новая актриса («Охотница на мужа»)
- 45-й Grand Bell Awards, 2008 год
  - Победитель: награда за популярность («Охотница на мужа»)
- 43-й Baeksang Arts Awards, 2007 год
  - Победитель: награда за популярность («Безумная парочка»)
- MBC Drama Awards, 2006 год
  - Победитель: лучшая актриса («Безумная парочка»)
  - Победитель: награда за популярность («Безумная парочка»)
  - Победитель: лучшая пара, совместно с О Джихо («Безумная парочка»)